# 셔플!
《SHUFFLE!》(셔플!)은 2004년 1월 30일에 발매된 일본의 게임 회사 Navel의 첫 번째 작품이다.

## 개요
Navel의 데뷔작으로 컨셉은 고집 피우기로 인한 시끄러운 인간관계를 배제, 어두운 작품이 많으므로 밝은 이야기를 만든다다.
인간만이 아니라 신족, 마족 등 인간이 아닌 캐릭터가 등장하지만 신족(신)이 인간의 지성을 뛰어넘은 숭배의 대상으로 묘사되거나 마족(악마)이 신과 대립하고 인간을 해치는 존재로 묘사되지는 않는다. 캐릭터들은 어릴 적 만난 인연, 의붓여동생으로서 함께 살고 있거나, 소꿉친구로서 쭉 함께 있다. 등 각각의 이야기를 가지고 있다.
몇몇 캐릭터들의 경우 이름이 꽃 또는 식물의 이름과 같으며 꽃말이 각 캐릭터들의 성격과 이야기에 반영되어 있기도 하다.
2004년 판매량에서 'Fate/stay night', 'CLANNAD'에 이어 3위를 기록했다.
2005년 7월 7일부터 WOWOW TV 애니메이션이 방송되었다.
2005년 10월 20일에 카도카와 쇼텐에서 마유미=타임 및 카레하 루트와 카레하의 여동생 츠보미가 추가된 PS2판 SHUFFLE! on the Stage(셔플! 온 더 스테이지)가 발매되었다 (CERO 등급 15세 이상).
스핀오프 작품으로 네리네의 후속편 Tick! Tack!, 카에데의 후속편 Really? Really!가 발매되고 있다.
2008년 5월 SHUFFLE! on the Stage의 PC 이식 버전인 SHUFFLE! Essence+(셔플! 에센스 플러스)의 제작이 발표되어 2009년 10월 30일 발매되었다. 이때까지 셔플! 시리즈의 시나리오를 담당했던 아고바리아 대신 모리바야시 아키라가 추가 시나리오를 담당하고, 니시마타 아오이, 스즈히라 히로의 신 CG가 추가되었다. 그 밖에 'Really? Really!'에서 사용된 ECG와 SCG가 여럿 사용되어 있다. 데이지, 루리=마츠리, 에리카의 신 캐릭터가 추가되었다. 또한, 'SHUFFLE! on the Stage'의 마유미=타임, 카레하, 츠보미와 'Really? Really!'의 야에 사쿠라도 공략가능 히로인으로 승격, 총 10명 이상이 되었다. 하지만 이전 메인 히로인 5명에 대해서는 시나리오와 신규 CG가 약간 추가하는 것만으로 스토리에 변화는 없다.
'SHUFFLE! Essence+'의 소프맵 예약 특전인 특전 게임에서 차기작 Princess Princess가 예고되었으며, 후에 SHUFFLE! Love Rainbow로 본제가 결정, 2011년 4월 28일 발매되었다.

## 역사
- 2004년 1월 30일 - 'SHUFFLE!' Limited Edition 발매.

특전은 특수 사양 패키지와 북렛일러스트집. 패키지는 리시안사스, 네리네, 후요우 카에데, 시구레 아사, 프리무라의 메인 히로인 5명. 패치가 홈페이지에 등록됨. 미디어는 CD-ROM 3장(이후에는 모두 DVD-ROM 1장). 생산 종료.
- 2004년 2월 27일 - 'SHUFFLE!' Normal Edition 발매.

특전은 오리지널 시로타마&쿠로타마(프리무라가 가진 고양이 인형) 스트랩. 패키지는 메인 히로인 5명이지만, 디자인은 다르다. 게임 내용 변경 없음. 생산 종료.
- 2004년 12월 17일 - 'SHUFFLE!' Standard Edition 발매.

특전 없음. 패키지는 메인 히로인 5명이지만, 디자인은 다르다. 게임 내용 변경 없음. 생산 종료.
- 2005년 9월 16일 - 네리네의 후속편 'Tick! Tack!' 발매.

세이지, 아이, 사이네리아가 첫 등장.
- 2005년 10월 20일 - PS2 버전 'SHUFFLE! on the Stage' 발매.

마유미=타임과 카레하가 메인 히로인으로 승격되었다. 츠보미가 첫 등장. 패키지는 메인 히로인 7명. DX 팩과 통상판이 동시 발매. DX 팩 동봉 특전은 리시안사스 피규어(전체 높이 약 12cm), 스페셜 CD 'SHUFFLE! on the Stage MIX' 오리지널 휴대 클리너. 또한 예약 특전으로서 네리네 피규어(전체 높이 약 12cm)가 있다.
- 2006년 11월 24일 - 카에데의 후속편 'Really? Really!' 발매.

야에 사쿠라가 첫 등장.
- 2007년 11월 22일 - 'SHUFFLE!' Anniversary Edition 발매.

특전은 오리지널 명함. 패키지는 메인 히로인 5명이지만, 디자인은 다르다. 또한 5명 전부 니시마타 아오이가 작화했다. 게임 내용 변경 없음.
- 2009년 10월 30일 - PS2 버전의 Windows 역이식 작품 'SHUFFLE! Essence+' Limited Edition 발매.

특전은 스페셜 패키지 리세(일본의 카드 게임) 프로모션 카드. 패키지는 카레하, 야에 사쿠라, 데이지, 츠보미, 루리=마츠리 5명. 'SHUFFLE!' Limited Edition 패키지에 연결되는 디자인이다. 사쿠라, 츠보미, 나데시코가 메인 히로인으로 승격되었다. 데이지, 루리=마츠리, 에리카가 첫 등장.
- 2009년 11월 27일 - 'SHUFFLE! Essence+' Standard Edition 발매.

특전 없음. 패키지는 Limited Edition과 동일한 5명이지만, 디자인은 다르다. 'SHUFFLE!' Standard Edition 패키지와 대조되는 디자인이다. 게임 내용 변경 없음.
- 2011년 4월 28일 - 'SHUFFLE! Love Rainbow' 발매

Limited Edition과 Standard Edition의 구분이 없고, 특전의 유무에 따라 초회한정판과 통상판으로 나뉜다.

## 스토리
10년 전 어느 유적에서 발견된 2개의 문이 열려 신족이 사는 신계(神界)와 마족이 사는 마계(魔界)가 인간계(人間界)와 연결되었다. 신계와 마계는 그동안 인간들에게 있어 상상 속의 존재였던 마법으로 다스려지는 세계로 이 사실은 물리법칙으로 다스려졌던 인간계의 사람들을 경악하게 했다(훗날 사람들은 이를 개문(開門)이라 부르게 된다). 그 뒤 세 세계는 지속적인 교류를 통한 공존의 길을 걷게 되고 급기야는 신계와 마계의 지배자들이 인간계로 거주지를 옮기기까지 한다.
한편 인간계에 츠치미 린(土見稟)이라는 인간이 살고 있었다. 그는 인간, 신족, 마족이 함께 다니는 왕립 버베나(Verbena) 학원의 학생으로 어렸을 때 부모를 사고로 잃고 소꿉친구인 여자아이와 한 집에서 살고 있었다. 그러던 어느 날 츠치미 린의 학급에 신계 지배자의 딸과 마계 지배자의 딸이 전학을 오고 그들은 어렸을 때 츠치미 린을 만난 뒤부터 지금까지 그를 쭉 그리워했으며 츠치미 린은 둘 중 누구를 아내로 맞아들이느냐에 따라 차기 신왕이나 차기 마왕이 될 수 있다는데….

## 등장인물
성우의 경우 'PC판/PS2판/드라마CD/애니메이션' 순서이나, 실은 각 캐릭터당 역할을 담당한 성우들은 츠치미 린을 제외하고 다른 명의의 동일 인물이며, 일본 성우들의 전례상 PC 게임에서는 다른 명의를, 이외에서는 일반적인 명의를 사용한다.

### 주인공 및 SHUFFLE! 5히로인
츠치미 린(土見 稟) - 모든 식물의 근원
성우 : 미도리카와 히카루 (드라마CD) / 스기타 토모카즈 - 마츠모토 메구미(소년기) (TV 애니메이션)
주인공. 어렸을 적에 부모님께서 교통사고로 돌아가시는 바람에 고아가 되어, 동갑내기 친구인 카에데의 집에서 식객으로 지내고 있다. 어렸을 적, 길을 잃었던 두 명의 소녀 시아와 네리네와 함께 놀아줬었고, 그 두 소녀가 그의 약혼녀임을 자청하여 바베나 고등학교에 전학을 왔다.
리시안사스(リシアンサス) - 리시안서스 (꽃도라지)
성우 : 사사 루미코 / 아오키 사야카(PS2판, 드라마CD, TV 애니메이션 동일)
신계의 공주. 신계에서 지내다가 인간계로 왔다. 8년 전에도 인간계에 왔었는데, 이때 길을 잃고 헤매다가 어렸을 때의 린과 우연히 만나게 된다. 린과 재회하기 위해 인간계로 오게 된다. 일부다처제인 신계에서 어머니가 무려 3분이다. 그러나, 그녀를 낳은 어머니는 한 가지 비밀을 가지고 있고, 리시안사스도 그와 관련된 비밀을 가지고 있다. 공부를 싫어하며, 특히 영어 공부에는 질색을 한다.
네리네(ネリネ) - 네린
성우 : 마츠나가 유키 / 나가미 하루카(PS2판, 드라마CD, TV 애니메이션 동일)
마계의 공주. 마계에서 지내다가 리시안사스가 전학 온 같은 날 바베나 학원에 전학온다. 리시안사스가 인간계로 온 이유와 똑같이 어렸을 때 인간계에서 만났었던 소년 린과 재회하기 위해서다. 과거에 신계와 마계의 공동 연구에 참여했던 적이 있다. 이 때의 실험으로 그녀에게도 한가지 비밀이 생겼다. 학교에서 학업 성적도 꽤 우수하지만, 가사와 관련된 일에는 능숙하지 못하고 실수를 자주 하여 집안의 귀중한 물건을 몇 번 깨뜨린 적이 있다. 거기에, 요리에도 능숙하지 못하다
후요우 카에데(芙蓉 楓) - 단풍나무
성우 : 토노 란 / 고토 유코(PS2판, 드라마CD, TV 애니메이션 동일)
후요우 집안의 외동딸. 그녀의 아버지와 린의 아버지가 어렸을 적부터 친구 사이라서 그녀와 린도 어렸을 적부터 알고 지내왔다. 린의 부모님이 돌아가셨을 때의 교통사고로 그녀 역시 어머니를 잃고 가족이라곤 아버지 밖에 없다. 그러나, 아버지도 출장을 자주 가셔서 린과 둘이서만 있는 날이 대부분. 린의 뒷바라지를 아주 완벽하게 하고 있다. 하지만, 정작 자신의 일에 관해서는 멍청해진다.
시구레 아사(時雨 亜沙) - 삼
성우 : 타카라즈카 스미레 / 이토 미키(PS2판, 드라마CD, TV 애니메이션 동일)
린과 카에데의 선배. 중학교때 카에데가 요리부에 들어가면서 카에데와 알게 되었고 이어서 린과도 알게 되었다. 요리에도 능숙하지만 학업 성적도 우수하다. 그러나, 마법학에 관해서는 수업에 전혀 적극적으로 임하지 않는다. 자신은 인간이라는 이유로 마법학을 배우지 않는다고 하지만, 사실 그 이유는 따로 있는데…….
프리무라(プリムラ) - 앵초(프림로즈)
성우 : 호쿠토 미나미 / 히토미(PS2판, 드라마CD, TV 애니메이션 동일)
신계와 마계의 공동 연구로 만들어진 데미 휴먼. 마계에 있다가, 이야기로만 들어왔던 린을 보기 위하여 인간계로 왔다. 감정 표현을 할 수 없어 항상 무감정한 표정을 짓고 있다. 고양이 인형을 항상 품고 다닌다.

### On the Stage편 공략가능 및 추가캐릭터
마유미=타임(麻弓=タイム) - 참빗살나무, 백리향
성우 : 카토리 나스미 / 이노우에 미키(PS2판, 드라마CD, TV 애니메이션 동일)
린의 클래스메이트. 그녀의 가장 큰 특징이라면 양쪽 눈동자의 색이 다르다는 것(오드아이). 인간과 마족의 혼혈인이다. 하지만, 인간 쪽에 더 가까워서 마력은 못 쓰는 것 같다. 신문부나 사진부가 아니지만 꼭 디지털 카메라를 가지고 다니면서 흥미진진해 보이거나 관심거리가 될 수 있는 사진들을 찍고 다닌다. 한 번은 린과 네리네의 데이트 장면을 몰래 찍어서 린을 당황하게 만든 적도 있다.
카레하(カレハ) - 마른 잎
성우 : 히나타 유라(PS2판, 드라마CD, TV 애니메이션 동일)
아사의 친구. 원래 신족이지만 10년 전에 인간계로 들어와서 바베나 고등학교에 다니고 있다. 학교에 들어오자 마자 아사를 알게 되어 친구가 되었다. 아름다운 외모를 가지고 있지만 주변에 남자가 없는 것이 이상하다. 아무래도 그녀의 가장 큰 결점(?)인 망상소녀 모드가 문제인 듯. 지금은 어떤 카페에서 아르바이트를 하고 있다.
츠보미(ツボミ) - 꽃봉오리
성우 : 잇시키 히카루 / 타나카 료코
카레하의 여동생. 올해 중학교 3학년으로, 내년에 바베나 고등학교에 입학할 예정이다. 언니인 카레하를 무척 좋아하며, 린을 ‘오빠’라고 부른다. 카레하의 망상모드를 그대로 이어받아, 카레하가 ‘어머머~♬’를 연발한다면 츠보미는 ‘꺄꺄아~♬’를 연발한다. 연애소설을 쓰는 것을 좋아한다.
셔플! PS2판인 'on the Stage'부터 등장한다. 'Essence+'에서 루트가 있다.

### 서브 캐릭터
신왕(神王) 유스토마(ユーストマ) - 유스토마 (리시안서스의 학명)
성우 : 하마 고로우 / 코스기 쥬로타(PS2판, 드라마CD, TV 애니메이션 동일)
신왕이며 리시안사스의 아버지다. 가장 큰 특징은 근육질의 몸. 딸을 너무나 사랑하여 불량배로부터 딸을 보호하기 위해 신족 특수부대를 만들겠다고도 하며, 리시안사스가 불량배들한테 걸렸을 때는 직접 불량배들을 처리하기도 한다. 린을 ‘린 도령’이라고 부른다.
마왕(魔王) 포베시(フォーベシイ) - 포베시
성우 : 시바 사가노 / 모리카와 토시유키(PS2판, 드라마CD, TV 애니메이션 동일)
마왕이며 네리네의 아버지다. 깔끔한 외모에 섹시한(?) 이미지를 풍기면서 이츠키와 같이 헌팅을 한 적도 있었다. 요리 등의 집안일을 하는 것을 좋아하지만 가족들이 막아서 주말에만 집안일을 담당한다. 딸인 네리네를 상당히 애지중지하고 있다.
미도리바 이츠키(緑葉 樹) - 나무
성우 : 코이케 타케조 / 오기하라 히데키(PS2판, 드라마CD, TV 애니메이션 동일)
린과는 1학년부터 알고 지내온 친구. 성적이 우수하여 ‘바베나 학교 최고의 두뇌’라는 별명을 가지고 있다. 그러나, 그와 동시에 헌팅맨 기질이 있어서 길거리나 수영장, 해수욕장에서 헌팅을 하곤 한다. 이것이 문제가 되어 담임인 나데시코 선생님에게 여러번 지적을 받기도 하지만 마찬가지. 린을 질투하고 있어서 가끔씩 린을 곤란에 빠뜨린다.
베니바라 나데시코(紅薔薇 撫子) - 장미, 패랭이꽃
성우 : 오다 마리 / 타케마 치노미(PS2판, 드라마CD, TV 애니메이션 동일)
바베나 고등학교의 세계사 선생이며 린의 담임이다. 이른바 ‘열혈 교사’로 불리는 선생으로 학생들의 지지를 받는 편이지만, 불량기가 있는 학생들에게는 그만큼 엄하여 타이어 매고 운동장을 뛰게 한다든지 토끼뜀으로 계단을 왕복하게 하는 등의 벌을 내리기도 한다. 이츠키를 위험인물로 삼아 가끔씩 이츠키와 실랑이를 벌이곤 한다. 어떠한 이유인지는 모르겠지만, 뛰어난 외모에도 불구하고 아직 사귀는 사람이 없다.
'Essence+'에서 루트가 있다.
시구레 아마(時雨 亜麻) - 아마
성우 : YURIA(PS2판, 드라마CD, TV 애니메이션 동일)
아사의 어머니. 그러나 ‘아줌마’라는 사실이 믿기지 않을 정도의 몸매와 얼굴을 가지고 있다. 이츠키가 아줌마라는 사실을 모르고 헌팅을 시도했을 정도.
후요우 미키오 (芙蓉 幹夫) - 줄기
성우 : 후루사와 토오루
카에데의 아버지이다. 린의 아버지와는 학창 시절부터 친구였다고 한다. 신왕, 마왕 못지않은 딸 바보이지만 그만큼 카에데를 사랑하고 아껴준다. 린의 부모님이 돌아가셨을 때부터 린을 집으로 데려와 지금까지 보살폈으며, 카에데가 린을 증오할 때에는 린을 지키고자 애쓰면서, 둘을 화해시키려고 노력하였다. 직장일로 인한 출근이 잦아 집을 비우는 일이 많다.
셔플! 원편에서는 TV 애니메이션에서만 등장한다.

### 일정 루트 히로인
키쿄우(キキョウ) (뒷면 시아(裏シア)) - 도라지
성우 : 사사 루미코 / 아오키 사야카(PS2판, 드라마CD, TV 애니메이션 동일)
팀 우타마루의 한글패치에는 '이면의 시아'로 번역되어 있다. 리시안사스 루트에서만 등장한다.
리시안사스가 아직 태어나기 전 친모인 사이네리아의 뱃속에서 쌍둥이였다가 리시안사스와 같은 몸이 되었다.
둘의 동의 하에 표면적인 몸을 바꿀 수 있다.
셔플! 에센스+에서 루트 추가 : 셔플! 에센스+ 에서는 시아 엔딩/키쿄우 루트 분기점 선택에 따라 키쿄우 루트로 가게 되면 시아와 몸이 분리된다.
리코리스(リコリス) - 리코리스
성우 : 마츠나가 유키 / 나가미 하루카(PS2판, 드라마CD, TV 애니메이션 동일)
네리네 루트에서만 등장한다.
네리네의 방대한 마력을 실험에 이용하기 위해 만든 네리네의 클론.
눈동자 색이 푸른색이면 리코리스, 붉은색이면 네리네로 구분. 츠치미 린이 어렸을 때 만났던 마계의 소녀가 바로 리코리스이다.
결국 병약했던 네리네가 건강해지기 위해 자신의 모든 마력을 네리네에게 전해주고 사라진다.
후속편인 Tick! Tack!에서도 잠깐 등장.
셔플! 에센스+에서 반년에 한번씩 네리네의 몸에서 깨어난다는 설정이 추가되었다. 그러나 다른 작품(애니메이션, 틱! 택)에서도 리코리스가 등장했기 때문에 이 설정이 원래부터 존재했다는 의견도 있다.

### Essence+편 추가캐릭터
세이지(セージ) - 세이지
성우 : 아오야마 유카리 / 토모나가 아카네
현재 마왕의 부인. 네리네의 어머니. 항상 메이드복을 입고 다니며, 마왕 포베시가 헛소리를 하는 경우는 가차없이 필살기인 「썬더킥」을 정수리에 꽂는다.
'Tick! Tack!'에서부터 등장한다.
사이네리아(サイネリア) - 시네라리아
성우 : 아카시 안나 / 아사미 쥰코
현재 신왕의 부인 중 하나. 리시안사스의 어머니. 또한 마왕의 여동생이며, 신왕 유스토마가 헛소리를 하는 경우 가차없이 「체어샷」을 날린다.
'Tick! Tack!'에서부터 등장한다.
바크(バーク) - 나무 껍질
성우 : 없음
마왕 포베시의 집사. 포베시에게 충성심 뿐만이 아닌 다른 어떤 감정(?)도 가지고 있는 것 같다.
'Tick! Tack!'에서부터 등장한다.
후요우 모미지(芙蓉 紅葉) - 단풍
성우 : 없음
카에데의 어머니. 교통사고로 린의 부모님과 함께 사망했다.
'Really? Really!'에서부터 등장한다.
야에 사쿠라(八重 桜) - 벚꽃
성우 : 아구미 오토 / 고토 마이
린, 카에데의 소꿉친구. 중학교 졸업때 까진 같은 학교를 다녔으나 현재는 스트레리치아 여학원에 재학 중. 인형을 좋아한다. 중학교 때 린에게 고백한 적이 있으나 거절당한 경험이 있다. 카에데와 린의 진실을 알고 있는 몇 안되는 사람.
설정상 오류가 존재해서 마유미, 이츠키와는 만난적이 있는데도 없다고 묘사되어있다.
'Really? Really!'에서부터 등장한다.
루트 있음.
데이지(デイジー) - 데이지
성우 : 니시다 코무기
신계의 유학생으로, 린의 동급생. 신계의 왕녀인 시아를 동경하고 있어 친해지고 싶어서 자신이 소속된 방송부에 소속시키려고 하고 있다. 린이 시아의 애인이라고 말하면 경쟁 의식을 싹트게 하지만, 린도 방송부의 활동에 말려 들게하고 만나가면서, 한 명의 친구로서 인정하게 된다.
루트 있음. Essence+의 진 히로인.
루리=마츠리(瑠璃＝マツリ) - 납풀
성우 : 무카이 아오이(나바타메 히토미로 추정)
신계의 친위대에 소속된 소녀. 분별없게 모습을 보이지 않고, 모습을 보여도 남장하고 있는 경우가 많다. 꿋꿋하게 한 행동에는 접근하기 어려운 풍격이 있지만, 성격은 온화하고 마음 상냥하다.
에리카=스즈란(エリカ＝スズラン)
성우 : 유키 츠바키
토끼를 닮은 신계의 동물. 데이지의 보호자 역할도 함께 하고 있다. 그러나 토끼라고 부르면 펄쩍 뛴다. 꽤 높은 수준의 마법을 사용할 수 있지만, 그냥 보기엔 토끼인형으로밖에 보이지 않는다.

### 기타
마사토(真聡)
성우 : 토노 란 / 고토 유코
Navel사의 전신인 Basil사의 작품에서부터 존재하던 캐릭터. 역할은 치마 들추기다. '셔플!'에서는 카레하의 치마 들추기를 맡는다. 마사토의 어머니는 이노우에 미키가 성우를 맡았다.
시로타마, 쿠로타마, 토라타마(白玉、黒玉、虎玉, 백옥, 흑옥, 호옥)
성우 : 스기타 토모카즈(시로타마, 토라타마), 아오키 사야카(쿠로타마)
프리무라가 가진 고양이 인형. 토라타마는 리코리스로부터, 시로타마와 쿠로타마는 린으로부터 받았다. 캐릭터 디자인은 모두 니시마타 아오이가 담당.

### 셔플 에피소드2 등장 인물
아이오이 라이토(相生頼斗)
성우 : 없음
주인공. 리시아와 조우 시 인간계와 주인공을 결별하기 위해 왔다고 통보 받는다. 평화라는 이름으로 지루함을 즐긴다.
리시아 (본명. 트리펜)(リシア/トリフェーン)
성우 : 타카시 슈(崇井 愁)
신왕의 딸. 리시안 사스의 대체 캐릭터. 신왕 쿤자이트가 헛소리나 관여하는 경우는 가차없이 「의자」로 타격한다.
주인공과 조우 시 인간계와 주인공을 결별하기 위해 왔다고 통보한다.
네리아(풀네임. 카네리안)(ネリア/カーネリアン)
성우 : 하나조노 메이(花園めい)
마왕의 딸. 주인공에게 주인공의 목숨 받기 위해 왔다고 통보한다.
안조 코하쿠(安場琥珀)
성우 : 우에하라 아오이(上原あおい)
주인공의 사촌 누나. 시구레 아사의 대체 캐릭터. 주인공과 같이 산다는 카에데의 설정과 거유 네리네의 설정을 가진 캐릭터이지만 요리치 속성이 있다.
전작과 다르게 비행기 사고로 인해 코하쿠의 부모님과 주인공의 아버지가 고인이 되었다는 설정이 있다. H씬에서는 다른 히로인들 중 유일하게 가슴이 출렁인다.
키노시타 키라라(木下きらら)
성우 : 토노 란(籐野らん) <고토 유코>
주인공의 1학년 후배. 후요우 카에데의 대체 캐릭터. 신계에서 태어나 마계에서 자랐다는 설정이 있고 마계, 인간계 국적이 둘 다 있다. 외모는 인간계와 비슷.
특출나게 말을 빠르게 한다.
리무스(リムス)
성우 : 하루카 소라(遥そら)
인공생명체. 프리무라의 대체 캐릭터로 보이나 프리무라가 주연으로 등장하므로 별도의 캐릭터가 되었다.
움직이는 흰둥이, 검둥이, 호랭이를 데리고 다니며, 주인공이 선물한 고양이 인형을 얼룩이라고 이름을 지어준다.

### 조연 캐릭터
쿤자이트(クンツァイト)
성우 : 히노 사토시(十利須我里)
신족의 왕. 신왕 유스토마의 대체 캐릭터. 체구는 포베시에 더 가깝다.
칼세도니(カルセドニー)
성우 : 이치노세 스바루(一之瀬昴)
마족의 왕. 마왕 포베시의 대체 캐릭터. 체구는 유스토마에 더 가깝다.
프리무라(プリムラ)
성우 : 호쿠토 미나미
전작 히로인이 고인이 되었는데도 불구하고 100년이 지나도 죽지 않는 캐릭. 미래를 보는 예지력이 있다.
흰둥이, 검둥이, 호랭이 - 전작에 프리무라가 데리고 있던 인형이 스스로 움직인다는 설정이 추가되어 있다.
진보 토라지로(神保虎次郎)
성우 : 테라타케 준(寺竹順)
주인공의 반 친구. 미도리바 이츠키의 대체 캐릭터. 전작과 동일하게 성실, 성적, 외모 등 학교에서 공식 인정받고 있는 학생회장.
하지만 실상은 변태. 주인공의 뒤를 돌봐주며 취미는 사람 관찰.
마린=오브시우스(麻梨＝オブシウス)
성우 : 모리야 미소노(森谷実園)
주인공의 반 친구. 마유미=타임의 대체 캐릭터. 전작과 다르게 인간과 신족의 혼혈.
항상 잠에 취한 듯한 얼굴이며 잠자는 것만으로 웬만한 정보를 얻을 수 있는 특기가 있다.
메노(石竹瑪瑙) - 이시타케 메노
성우 : 고교 나츠나(五行なずな)
바베나 학교 담임 선생님. 베니바라 나데시코의 대체 캐릭터.
시트린(シトリン)
성우 : 미즈토 히카리(水トひかり)
주인공의 1년 후배. 카레하의 대체 캐릭터. 마족. 카페에서 알바를 하며 돈에 관련된 현실주의자.
플로라(フローラ)
성우 : 사야 카나데(咲野かなで)
신왕의 메이드. 세이지의 대체 캐릭터. 주황머리에 벽안인 카에데의 특성이 있다.
알렉스(알렉산더)(アレックス)
성우 : 조야 히카리(朝野ヒカり)
마왕의 하인. 바크의 대체 캐릭터.

### 전통적인 용자왕
마사토
전작과 동일하게 아이스께끼를 시전한다.

## 노래
- SHUFFLE! (PC)
  - Mirage Lullaby(OP)
    - 작곡:앗쵸리케 작사:AlAi 노래:YURIA

  - Scramble!(ED 1)
    - 작곡:山田和裕 작사:AiAi 노래:YURIA

  - In the Sky(ED 2)
    - 작곡:内藤侑史 작사:AiAi 노래:하시모토 미유키
- SHUFFLE! on the Stage (PS2)
  - Original!(OP)
    - 작곡:앗쵸리케 편곡:chokix 작사:AlAi 노래:YURIA

  - SCRAMBLE!(ED 1, 셔플! 원판의 동명곡과 동일)
    - 작곡:NACHTMUSIK 작사:AiAi 노래:YURIA

  - In the Sky(ED 2, 셔플! 원판의 동명곡과 동일)
    - 작곡:NACHTMUSIK 작사:AiAi 노래:하시모토 미유키
- SHUFFLE! Essence + (PC)
  - Link-age(OP)
    - 작곡:앗쵸리케 편곡:ms-jacky 작사:니시마타 아오이 노래:YURIA

  - Selection.(ED 1)
    - 작곡:앗쵸리케 편곡:타나베 토시노(와타나베 토시노부) 작사:니시마타 아오이 노래:하시모토 미유키

  - Summer Again(ED 2)
    - 작곡:앗쵸리케 편곡 :宮崎京一 작사:니시마타 아오이 노래:YURIA
- SHUFFLE! (Animation)
  - You(OP)
    - 작곡:앗쵸리케 작사:AlAi 노래: YURIA

  - Innocence(ED)
    - 작곡:앗쵸리케 작사:AlAi 노래:하시모토 미유키
- SHUFFLE! Memories (Animation)
  - Fateful Encounters(Main OP)
    - 작곡:앗쵸리케 작사:니시마타 아오이 노래:YURIA

## 후속편

### Tick! Tack!
2005년 9월 16일 발매. 네리네 루트의 후속편. 네리네와 마왕가의 과거를 일부 담고 있다. CG 개수에 비례하여 지나치게 많은 성인용 장면으로 인해 탁탁이라는 오명을 얻기도 했으나, 이는 단지 비율의 문제일 뿐이라는 의견도 있다.
Tick! Tack! 항목 참조.

### Really? Really!
2006년 11월 24일 발매. 후요우 카에데 루트의 후속편. 츠치미 린과 후요우 카에데의 과거를 담고 있다.
Really? Really! 항목 참조.

### SHUFFLE! ESSENCE+
2010년 10월 30일 발매. 신규 캐릭터 추가.
SHUFFLE! ESSENCE+ 항목 참조.

### SHUFFLE! Love Rainbow
리시안사스와 키쿄우 루트의 후속편. 'SHUFFLE! Essence+'의 소프맵 예약 특전 게임 'SHUFFLE! Essence+ Special Edition'의 시나리오 'Princess Princess'에서 예고되었다(이는 가제의 이름이기도 했다). 2011년 4월 28일에 발매되었다.
SHUFFLE! Love Rainbow 항목 참조.

### SHUFFLE! EPISODE2 ~신에게도 악마에게도 노려지고 있는 남자~
2020년 5월 29일 발매. 셔플의 15주년 기념 후속편 에피소드2. 리시안 사스를 선택한 세계관 이후 100년이 지난 이야기를 다루고 있지만, 셔플 전작의 내용을 포함된 부분이 상당히 있다.
리시안 사스(시아), 네리네, 후요우 카에데, 시구레 아사 등 인물은 이미 고인이 되어있지만 프리무라만 살아 있고 조연으로 등장한다.
다만 아쉬운 점이 있다면 전작의 향수를 풍기기 위해 제작한 것이 전작 내용이 상당히 동일한 부분도 있고 마법 등이나 미흡한 설명 등이 있어서 호불호가 갈린다.
SHUFFLE! 에피소드2 ~신에게도 악마에게도 노려지고 있는 남자~ 항목 참조.

## 제작진
- 기획·시나리오
  - 아고바리아(あごバリア)(SHUFFLE!, on the Stage)
  - Long Cube(SHUFFLE!)
  - 모리바야시 아키라(森林彬)(Essence +)
- 캐릭터 디자인·원화
  - 니시마타 아오이(西又葵)(리시안사스, 후요우 카에데, 프리무라, 마유미=타임, 키쿄우, 야에 사쿠라, 데이지, 루리=마츠리, 에리카=스즈란)
  - 스즈히라 히로(鈴平ひろ)(네리네, 시구레 아사, 카레하, 베니바라 나데시코, 시구레 아마, 리코리스, 세이지, 사이네리아, 남성캐릭터 전체)
- 배경 작화·CG 감수
  - 사이토 요코(斉藤陽子)
- 연출
  - 오쟈쿠손(王雀孫)(SHUFFLE!)
  - 移植部(on the Stage)
  - 모리바야시 아키라(Essence +)
- 프로그램
  - 히로시(ひろし)(SHUFFLE!)
  - 渡邊義高, 荒木毅, 山下哲生(on the Stage)
  - Ellefin(Essence +)
- 음악
  - NACHTMUSIK(앗쵸리케(アッチョリケ), 内藤侑史, 山田和裕, coldhand)
  - 앗쵸리케, NACHTMUSIK(on the Stage)
  - 앗쵸리케(Essnece +)
- 오프닝 무비
  - tsukune.(Iris motion graphics)(SHUFFLE!)
  - XERO(on the Stage)
  - feat.works(Essence +)
- 타이틀 디자인
  - AiAi

## 같이 보기
- Navel - 제작사.
- Tick! Tack! - 네리네의 후속편.
- Really? Really! - 카에데의 후속편.
- SHUFFLE! Love Rainbow - SHUFFLE! Essence+와 Really? Really!의 후속편.
- KBS 드라마 아이 엠 샘의 여자 교복이 셔플!의 그것과 매우 유사하여 표절 논란이 일었다. 의도한 게 아니라고 말하던 아이 엠 샘 제작사는 3화 만에 하복으로 교체해 일단락되었다. (외부 링크 참조)